# Бил Брајсон
Вилијем Макгваир „Бил“ Брајсон (енгл. William McGuire "Bill" Bryson), (рођен 8. децембра 1951), носилац ордена британске имерије, један од најпродаванијих хумористичких путописаца у Америци Рођен је у САД, али живи у Норфоку у Уједињеном Краљевству од 2003. године.

## Живот
Бил Брајсон се родио 8. децембра 1951. године у Де Мојну главном граду савезне америчке државе Ајова, као млађи син мајке Мери Брајсон и оца Вилијема. Има старијег брата Мајкла и сестру Мери Џејн Елизабет. Школовао се на универзитету Дрејк у Де Мојну, али одустаје 1972. године због пропутовања по Европи. Приликом посете Енглеској, упознао је медицинску сестру Синтију у психијатријској болници у Вирџинија Вотеру, где је и сам био запослен једно време. 
| „                                         | Ја сам из Де Мојна. Неко и то мора | ” |
| — Бил Брајсон, из књиге Ишчезли континент |                                    |   |

Две године касније (1975), са Синтијом, сада његовом женом, враћа се у САД. Том приликом завршава факултет, а већ 1977. враћају се у УК. Живот наставља у Северном Јоркширу, као новинар Тајмса и Индипендента. Посао напушта 1987. након рођења трећег детета, а до 1990. почиње да се бави самосталним писањем. Године 1995. Брајсонови долазе у САД, у градић Хановер у Њу Хемпширу, да би се 2003. вратили у Енглеску у Норфок, где и данас живе.

## Признања
За књиху Кратка историја безмало свачега, Брајсон је 2004. године добио награду „Краљевског друштва за научне књиге“, а следеће године и Декартову награду за исто дело. Током 2005. године Брајсон је постао ректор Универзитета Дарам у граду Дарам у Енглеској. Годину дана касније, градоначелник Де Мојна, Френк Кауни, уручио је Билу кључеве града и прогласио 21. октобар за дан који ће се памтити као „Дан Била Брајсона - Тандерболт Кида“. Тринаестог децембра 2006, због изузетног доприноса књижевности, Брајсон добија „орден британске имерије“. У мају 2007. године постаје председник кампање за „Заштиту руралних предела Енглеске“.

## Дела
- (1989) — „Ишчезли континент: Путовања по маловарошкој Америци“, Лагуна, Београд, 2008. (одломак из књиге)
- (1990) - „Матерњи језик“
- (1991) — „Ни овде ни тамо: Путешествије по Европи“, Лагуна, Београд
- (1995) — „Белешке с малог острва“, Лагуна, Београд, 2008. (одломак из књиге)
- (1998) — „Made in America“, Лагуна, Београд, 2010. (одломак из књиге)
- (1998) — „Шетња кроз шуму“
- (1999) — „Белешке из велике земље“
- (2000) — „Дубоко доле“
- (2002) — „Дневник из Африке“
- (2003) „Кратка историја безмало свачега“, Лагуна, Београд, 2005. (одломак из књиге)
- (2006) — „Живот и дани Тандерболт Кида“
- (2007) „Шекспир: Свет као позорница“, Лагуна, Београд, 2010.
- (2010) „Код куће: Мала историја приватног живота“, Лагуна, Београд 2011.